# Kósa Lajos (labdarúgó)
Kósa Lajos (1898. június 11. – 1966. december 24.) válogatott labdarúgó, csatár, jobbösszekötő.

## Pályafutása

### Klubcsapatban
Az Újpesti TE labdarúgója volt. Az összjátékban és a cselezésben kitűnt a többiek közül, de lassúsága és gyenge fizikuma hátrányt jelentett a pályán.

### A válogatottban
1922-ben egy alkalommal szerepelt a magyar labdarúgó-válogatottban.

## Sikerei, díjai
- Magyar bajnokság
  - 2.: 1922–23
  - 3.: 1921–22

## Statisztika

### Mérkőzése a válogatottban
| Magyarország | Magyarország     | Magyarország              | Magyarország | Magyarország | Magyarország | Magyarország | Magyarország | Magyarország |
| #            | Dátum            | Helyszín                  | Hazai        | Eredmény     | Vendég       | Kiírás       | Gólok        | Esemény      |
| ------------ | ---------------- | ------------------------- | ------------ | ------------ | ------------ | ------------ | ------------ | ------------ |
| 1.           | 1922. június 15. | Budapest, Üllői úti pálya | Magyarország | 1 – 1        | Svájc        | barátságos   | -            | 68'          |
|              | Összesen         |                           |              | 1            | mérkőzés     |              | 0            | gól          |